# Sophie Brochu
Pour les articles homonymes, voir Brochu.
Sophie Brochu, née à Lévis en 1963, est une économiste et gestionnaire du Québec qui a travaillé 22 ans chez Gaz Métro/Énergir. Elle est la première femme à avoir occupé le poste de présidente-directrice générale d'Hydro-Québec entre 2020 et 2023.

## Biographie
Sophie Brochu est née à Lévis en 1963. Après sa sortie du Collège de Lévis, où elle a foulé les planches sous la supervision de Denis Bernard et de Robert Lepage, Sophie Brochu est admise au Conservatoire d'art dramatique de Québec. 
Elle est diplômée en sciences économiques de l’Université Laval, et elle a entrepris sa carrière en 1987, à la Société québécoise d'initiatives pétrolières (SOQUIP), une société d’état du gouvernement du Québec. 
En 1997, elle se joint à Gaz Métro, en tant que vice-présidente, développement des affaires. En 2005, Sophie Brochu est nommée vice-présidente exécutive. Entre 2007 et 2019, elle occupe le poste de présidente et chef de la direction de Gaz Métro. Lorsqu'elle quitte Gaz Métro, devenu Énergir depuis 2017, elle y a travaillé pendant 22 ans. 
Elle a été choisie pour interviewer Hillary Clinton (en 2014) et Barack Obama (en 2017) lors de conférences tenues à Montréal.
En avril 2020, elle est nommée présidente d'Hydro-Québec,. 
En janvier 2023, elle annonce qu'elle quittera la direction de l'entreprise en avril, 3 ans après son arrivée à sa tête. La raison de son départ n’est pas précisée. 
En 2023, elle devient administratrice des entreprises québécoises CGI et CAE. 
En juin 2024, elle est élue au conseil d’administration de la multinationale française Saint-Gobain. 

### Implication sociale
Elle est impliquée activement auprès de Centraide du Grand Montréal, et préside par ailleurs le conseil d’administration de la Fondation Forces Avenir, un organisme de soutien des étudiants dans la communauté. Elle est également cofondatrice de La ruelle de l’avenir, un organisme qui lutte contre le décrochage scolaire dans les quartiers Centre-Sud et Hochelaga-Maisonneuve. 
Sophie Brochu participe à La Grande Campagne de la Fondation de l'Université Laval (leadership de campagne).

## Distinctions
- 2015 -  Membre de l'Ordre du Canada[3],[14]
- 2021 -  Officière de l'Ordre national du Québec[15]